# Авзон
Авзо́н, також Авсон (грец. Αὔσων, лат. Auson) — перший цар Італії, син Одіссея й Кірки (варіант: син Одіссея й Каліпсо); А. дав своє ймення найдавнішому племені південно-західної Італії — авзонам. Звідси й давня назва країни — Авзонія.